# سفارة الإكوادور في السويد
سفارة الإكوادور في السويد هي أرفع تمثيل دبلوماسي لدولة الإكوادور لدى السويد. تقع السفارة في ستوكهولم وهي تهدف لتعزيز المصالح الإكوادورية في السويد.

## وصلات خارجية
- قائمة سفارات الإكوادور
- قائمة السفارات في السويد